# Jonas Rouhi
Jonas Jakob Rouhi (Botkyrka, 7 gennaio 2004) è un calciatore svedese di origini marocchine, difensore della Juventus.

## Carriera

### Club
Rouhi è cresciuto nel settore giovanile del Brommapojkarna, club che ha lasciato nel gennaio del 2020 per unirsi alla Juventus. Assegnato alla formazione Primavera, nel settembre del 2023 è stato assegnato alla Juventus Next Gen con cui ha debuttato a livello professionistico il 5 novembre nell'incontro di Serie C perso 1-0 contro il Pontedera. Il 23 dicembre seguente ha segnato il suo primo gol nel pareggio per 1-1 contro la Vis Pesaro.
Il 9 agosto 2024 ha prolungato il contratto fino al 2028 ed è stato promosso stabilmente in prima squadra. Ha debuttato il 26 agosto successivo subentrando nella ripresa a Juan Cabal contro il Verona. Il 27 settembre parte titolare per la prima volta, nella vittoria contro il Genoa per 3-0.

### Nazionale
Ha giocato con le nazionali giovanili svedesi Under-15, Under-18, Under-19, UNder-20 ed Under-21.

## Statistiche

### Presenze e reti nei club
Statistiche aggiornate al 23 febbraio 2025.
| Stagione                 | Squadra                  | Campionato               | Campionato | Campionato | Coppe nazionali | Coppe nazionali | Coppe nazionali | Coppe continentali | Coppe continentali | Coppe continentali | Altre coppe | Altre coppe | Altre coppe | Totale | Totale |
| Stagione                 | Squadra                  | Comp                     | Pres       | Reti       | Comp            | Pres            | Reti            | Comp               | Pres               | Reti               | Comp        | Pres        | Reti        | Pres   | Reti   |
| ------------------------ | ------------------------ | ------------------------ | ---------- | ---------- | --------------- | --------------- | --------------- | ------------------ | ------------------ | ------------------ | ----------- | ----------- | ----------- | ------ | ------ |
| 2023-2024                | Juventus Next Gen        | C                        | 22+6       | 2          | CI-C            | 2               | 0               | -                  | -                  | -                  | -           | -           | -           | 30     | 2      |
| 2024-2025                | Juventus Next Gen        | C                        | 2          | 0          | CI-C            | 0               | 0               | -                  | -                  | -                  | -           | -           | -           | 2      | 0      |
| Totale Juventus Next Gen | Totale Juventus Next Gen | Totale Juventus Next Gen | 24+6       | 2          |                 | 2               | 0               |                    | -                  | -                  |             | -           | -           | 32     | 2      |
| 2024-2025                | Juventus                 | A                        | 5          | 0          | CI              | 0               | 0               | UCL                | 1                  | 0                  | SI+Cmc      | 0           | 0           | 6      | 0      |
| Totale carriera          | Totale carriera          | Totale carriera          | 29+6       | 2          |                 | 2               | 0               |                    | 1                  | 0                  |             | 0           | 0           | 38     | 2      |